# John D. Stevens
John Donald Stevens (* 1947), manchmal auch als J. D. Stevens zitiert, ist ein britisch-australischer Ichthyologe und Meeresbiologe, der sich vornehmlich den Haien widmet.

## Leben
Stevens wuchs an der Devon-Küste im Südwesten Englands auf. Er absolvierte seine akademische Ausbildung an der University of London, wo er 1970 den Bachelor-Abschluss erwarb und 1976 mit der Dissertation The Ecology of the Blue Shark (Prionace Glauca L.) in British Waters zum Ph.D. promoviert wurde. Während seines Doktoratsstudiums arbeitete er in den Laboratorien der Marine Biological Association in Plymouth, wo er Zugang zu Blauhaien, dem Hauptschwerpunkt seiner Forschung, hatte. Im Rahmen seiner Doktorarbeit untersuchte er die Wachstumsstreifen an Wirbeln zur Altersbestimmung von Blauhaien.
Als Postdoc verbrachte Stevens ein Jahr auf dem zu den Seychellen gehörenden Aldabra-Atoll. Dort untersuchte er die Haie in den Korallenriffen, worüber er 1984 den Artikel Life-history and ecology of sharks at Aldabra Atoll, Indian Ocean verfasste, der in den Proceedings of the Royal Society B veröffentlicht wurde.
1979 kam er zum CSIRO Marine and Atmospheric Research, wo er bis 1984 als leitender Wissenschaftler in Cronulla bei Sydney und anschließend bis 2011 in Hobart, Tasmanien, arbeitete.
Zu Beginn seiner Forschungstätigkeit bei der CSIRO konzentrierte sich Stevens vor allem auf den Norden Australiens, als ausländische Schiffe in dieser Region große Mengen an Haien fingen. Diese Arbeit umfasste die Erforschung des Lebenszyklus einer Reihe von Küstenarten, Markierungsstudien, die Fischereibiologie und vieles mehr. In Zusammenarbeit mit einem Team von NT Fisheries unter der Leitung von Jeremy Lyle erstellte Stevens eine Reihe wissenschaftlicher Abhandlungen und Berichte, die zu grundlegenden Änderungen bei der Bewirtschaftung der Haifischbestände in dieser Region führten.
Stevens studierte eine Vielzahl von Arten, von den Schlafhaien, die in der Tiefsee verbreitet sind, über die Makohaie, die im offenen Ozean vorkommen, bis hin zu den sehr seltenen Flusshaien, die in den Flüssen Nordaustraliens leben. Stevens gehört zu den Erstbeschreibern von 17 Knorpelfischarten, wobei er oft mit Leonard Compagno, Peter R. Last und William Toby White zusammenarbeitete. Er hat mehr als 100 wissenschaftliche Arbeiten und Fachberichte über Haie veröffentlicht und wirkte an den Büchern Sharks (1987, mit Tony Pyrzakowski) sowie Sharks and Rays of Australia (1994 und 2009, mit Peter R. Last) mit. 1993 verfasste er mit Last das Kapitel über Haie, Rochen und Chimären in der Encyclopedia of Fishes, die von John R. Paxton und William N. Eschmeyer herausgegeben wurde.
Stevens war fast zwei Jahrzehnte lang stellvertretender regionaler Vorsitzender für Australien und Ozeanien der IUCN SSG Shark Specialist Group und arbeitete bei der Bewertung zahlreicher Haiarten für die Aufnahme in die Rote Liste gefährdeter Arten mit. Stevens ist Mitglied der Australian Society for Fish Biology (ASFB), die ihn mit dem Donald Francois Award auszeichnete.

## Dedikationsnamen
Nach John D. Stevens sind die Arten Acanthobothrium stevensi Campbell & Beveridge, 2002, Cephaloscyllium stevensi Clark & Randall, 2011, Gilquinia stevensi Beveridge, 1990 und Mustelus stevensi White & Last, 2008 benannt.

## Erstbeschreibungen von John D. Stevens
- Asymbolus funebris Compagno, Stevens & Last, 1999
- Asymbolus parvus Compagno, Stevens & Last, 1999
- Asymbolus submaculatus Compagno, Stevens & Last, 1999
- Atelomycterus fasciatus Compagno & Stevens, 1993
- Bythaelurus incanus Last & Stevens, 2008
- Cirrhigaleus australis White, Last & Stevens, 2007
- Galeus gracilis Compagno & Stevens, 1993
- Halaelurus maculosus White, Last & Stevens, 2007
- Halaelurus sellus White, Last & Stevens, 2007
- Hemitriakis abdita Compagno & Stevens, 1993
- Hemitriakis falcata Compagno & Stevens, 1993
- Parascyllium elongatum Last & Stevens, 2008
- Squalus albifrons Last, White & Stevens, 2007
- Squalus altipinnis Last, White & Stevens, 2007
- Squalus edmundsi White, Last & Stevens, 2007
- Squalus grahami White, Last & Stevens, 2007
- Squalus notocaudatus Last, White & Stevens, 2007